# My Deer Friend Nokotan
My Deer Friend Nokotan (укр. «Моя подруга-оленичка Нокотан») (яп. しかのこのこのここしたんたん, укр. «Оленичка Нокотан і Кошітан») — японська манґа за авторством Ошіошіо (Oshioshio). Рання версія манґи з’явилася на сайті Kodansha 15 листопада 2019 року. З 2023 року регулярно виходить у Magazine Pocket. Прем'єра аніме-серіалу виробництва Wit Studio відбулася в липні 2024 року.

## Історія створення
Ошіошіо задумала сюжет про дівчинку з рогами як «повсякденну історію» і вирішила поширити цю ідею після завершення попередньої серії [Sakura Maimai], подавши пропозицію кільком редакціям.
| Ліві лапки | Справа була не стільки в оленях, скільки в ідеї дівчинки з рогами. Мені здалося кумедним уявити ситуації, де вона застряє у дверях або не може зняти футболку через роги. Я подумала, чи зможу розширити цю ідею до «повсякденної історії», і почала з простого односторінкового концепту. Я зробила приблизно чотири-п’ять подібних концептів і, коли моя попередня серіалізація закінчилася, принесла їх до кількох редакцій, які запрошували мене до співпраці. | Праві лапки |

Попередній редактор був досить невтручальним, дозволяючи їй працювати за власним бажанням, але цього разу вона хотіла співпрацювати з редактором, як у манзі «Bakuman». З-поміж 5-6 редакторів, з якими вона зустрічалася, останньою була саме зустріч з Ігараші, якого вона й обрала.
На відміну від попередніх робіт Ошіошіо, які здебільшого складалися з чотирикадрових манґ, ця серія намальована у звичайному форматі коміксів. Для першого розділу були створені два варіанти: у чотирикадровому форматі та звичайному, але обрали останній через його динамічність. Також Ошіошіо зазначила, що формат чотирикадрової манґи може створювати відчуття певного бар'єру. Відтоді як її роботи публікувалися в таких журналах, як Manga Time Kirara, Ошіошіо часто отримувала зауваження, що її сторінки виглядають на фоні інших більш наївно або спрощено, що нагадує стиль дитячих журналів, таких як CoroCoro Comic. Оскільки шанувальники найбільше цінували її комедійний стиль, у цій серії вона вирішила зробити акцент саме на гуморі, а не на тому, щоб її сприймали як типову мое-манґу.
Місцем дії був обраний Хіно, оскільки це передмістя Токіо, де знаходиться Зоопарк Тама, але авторка згодом дізналася, що там немає оленів. Серед інших варіантів розглядалися Касукабе та Матіда. Нара, хоча і відома своїми оленями, не була розглянута, бо авторка не мала особистого зв’язку з цим містом.
| Ліві лапки | Спочатку розглядала варіант із Касукабе, але зрештою відмовилася, бо зрозуміла, що «Крейон Сінтян» перевершити буде неможливо. [...] Я розглядала і Мачіту, але зрозуміла, що сама Мачіта стане занадто комічною, тому вирішила, що це не підійде. Поки я думала, я зрозуміла, що Хіно — це ідеальне місце. Крім того, там є зоопарк Тама. Тому я вибрала Хіно, але пізніше дізналася, що в зоопарку Тама немає оленів [...] Я не була знайома з Нарою і не могла уявити це місце, тому цей варіант я відкинула. Натомість Хіно мені було знайоме. | Праві лапки |

Ошіошіо описує Ноко як «усемогутнього персонажа», з яким потрібно обережно працювати, щоб не перебільшити.
Були ідеї додати чоловічих персонажів, таких як «підлеглий з IQ 3» або «гарний нарцисичний вчитель», але вони могли затьмарити унікальність Ноко. Оскільки авторка хотіла створити комедію, а не романтичну історію, всі основні персонажі залишилися жіночими. Чоловічі персонажі з’являються лише як незначні ролі чи фонові персонажі.

## Світ
Місце дії історії —  Хіно, префектура Токіо.
Однак все ж таки авторка також надихалася містом Нара. Це місто відоме своєю популяцією оленів, які вільно гуляють вулицями й вважаються священними тваринами, символом гармонії між природою та людиною. Атмосфера доброзичливості до тварин і унікальна культура взаємодії з ними, перегукуються з темою повіствування.
В повсякденій комедії також зустрічають локації інших міст Японії, такі як:
- Хіно, префектура Токіо (станція Ходокубо, міст Накходокубо, станція Хіно(інші мови), Храм Таката Фудо, Five-Story Pagoda, Спортивний комплекс Мінамідайра)
- Нара, префектура Нара (Монастир Тодай, Монастир Кофуку)
- Хацукаїті, префектура Хіросіма (Святилище Іцукусіма)
- Ісіномакі, префектура Міяґі (Храм Кінкасан Коганеяма(інші мови), гора Гобаншо)
- Касіма, префектура Ібаракі (храм Касіма(інші мови))
- Яхіко, префектура Ніїґата (панорамна вежа Яхікояма (гора Яхіко(інші мови)), Shikazono, Святилище Яхіко(інші мови))
- Місіма, префектура Сідзуока (Shinrokuen Deer Garden, Храм Місіма Тайся(інші мови))
- Йокогама, префектура Канаґава (Сошукасуга-дзіндзя)
- Ісехара, префектура Канаґава (Ояма-Афурі-дзіндзя(інші мови))
- Нікко, Префектура Тотіґі (Юноко(інші мови), Nikko Yumoto Rest House)
- Хатідзьо, префектура Токіо (Оглядовий майданчик перевалу Ноборіо, Muntjac Breeding Facility)
- Сібецу, префектура Хоккайдо (Паркінг Daini Shibetsutenbo)
- Каґосіма та Міядзакі префектури (Каракунідаке(інші мови))
- Кобаяші, префектура Міядзакі (Shikagahara)

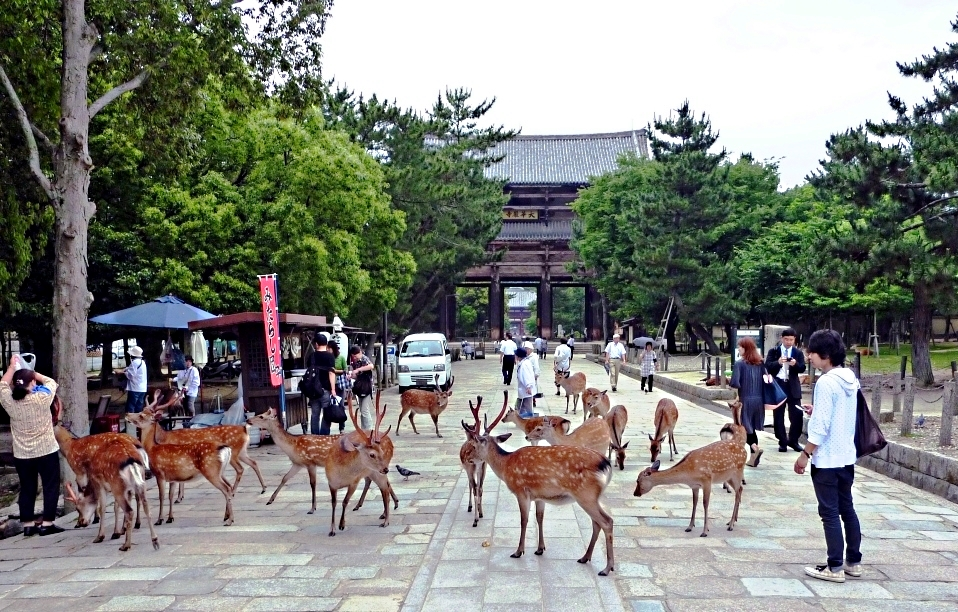
Олені, що гуляють у місті Нара
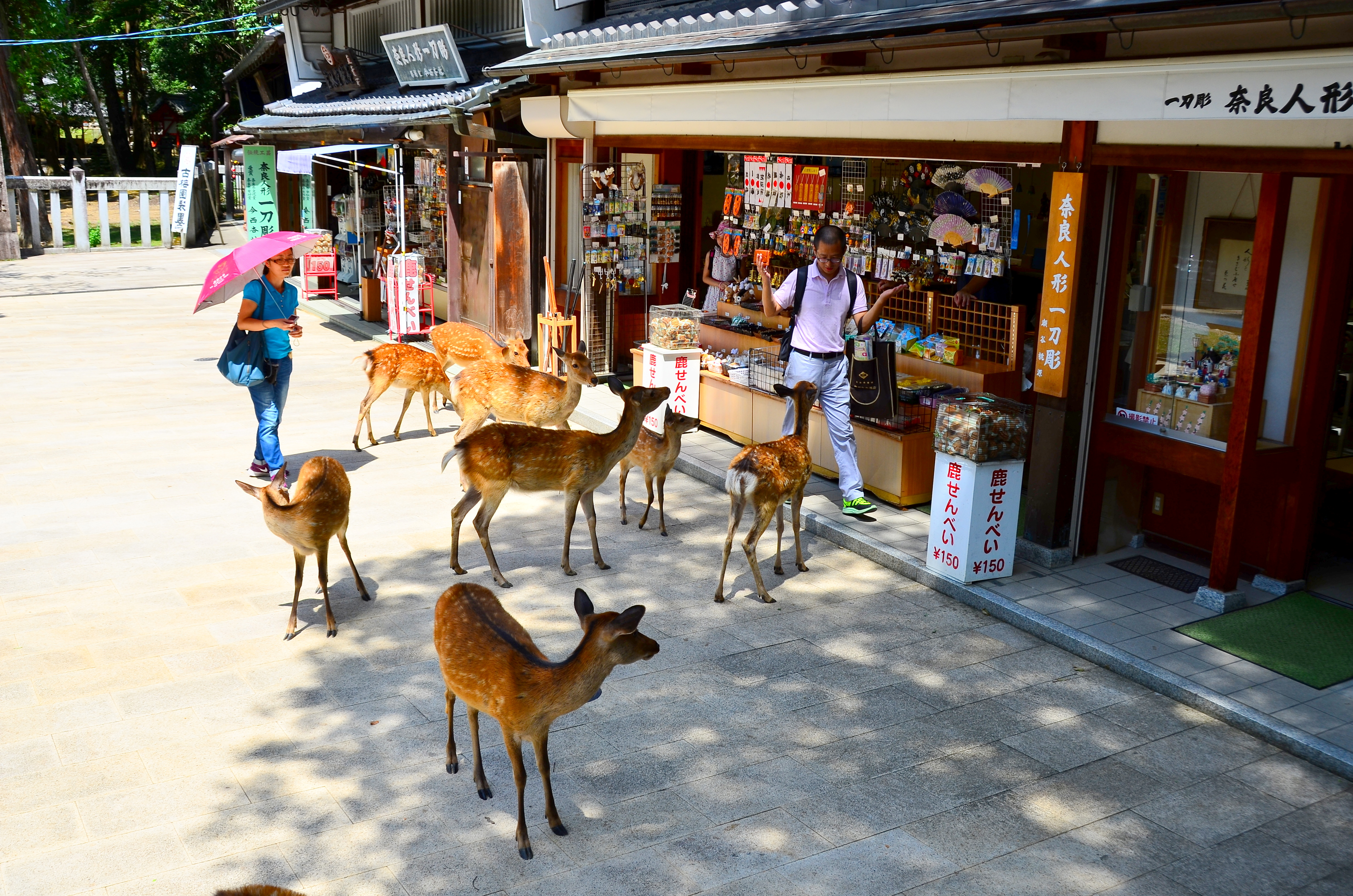
Олені підходять до туристів у парку Нара
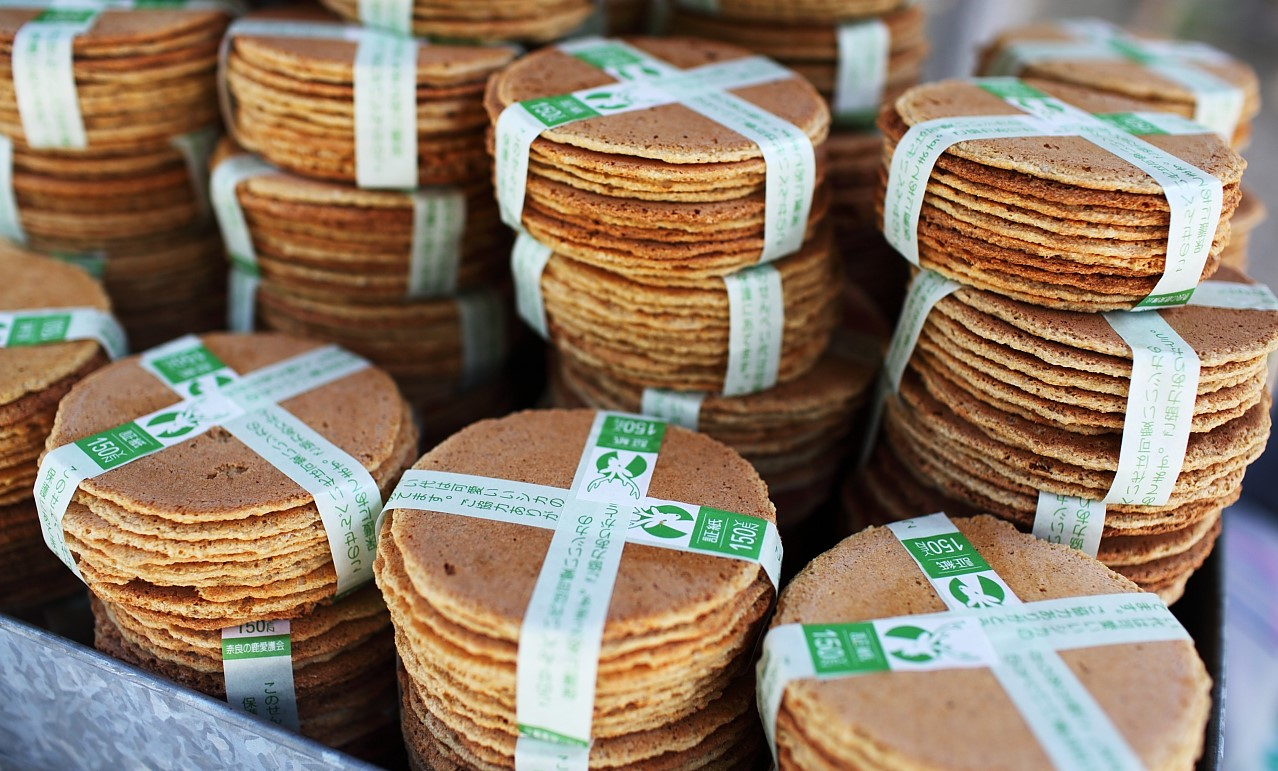
Шіка-сембей(інші мови) (яп. 鹿せんべい, укр. оленячі сембеї) відіграє значну роль в багатьох сценах

## Сюжет
Торако Коші —  популярна учениця другого класу старшої Токійської муніципальної школи Хіно-Мінамі, яка намагається підтримувати імідж манірної і правильної красуні. Однак вона приховує від усіх своє минуле: до старшої школи вона була хуліганкою, а після вступу вирішила стати відмінницею. 
Одного дня по дорозі до школи вона рятує дивну дівчинку-оленя, яка повисла на лінії електропередач після чого та прив'язується до неї. Ноко одразу розпізнає хуліганку в Торако та дає їй таке прізвисько, яке дівчині дуже не подобається. Тому вона погоджується на запропоноване Ноко прізвисько «Кошітан».
Оскільки Торако не хоче, щоб її минуле стало відомим, вона насторожено ставиться до Ноко, яка перевелася до її класу. Дівчину постійно бентежать дивні витівки Ноко, Торако виявляється єдиною, хто помічає, що з Ноко щось не так. Зрештою вона стає головою заснованого Ноко «Клубу оленів» і фактично її доглядальницею. 
Згодом дві подруги переходять до третього класу, і Торако стає головою шкільної ради. Тим часом у «Клуб оленів» приєднуються двоє першокласниць: її молодша сестра Анко Коші і Меме Башаме, що додає клубу галасливих і веселих буднів. З іншого боку, заступниця голови шкільної ради Неко Некоямада, яка змагається з Торако, разом із Кіну Танукікодзі та Чіхару Цубамея таємно планує ліквідацію «Клубу оленів».

## Персонажі
Торако Коші (яп. 虎視 虎子)
Сейю — Сакі Фудзіта
Головна героїня і президентка «Клубу оленів» та шкільної ради учнів. Колишня хуліганка, яку в молодших класах школи прозвали «Тигром Хіно». Торако намагається створити образ гідної, ідеальної відмінниці, але спілкування з Ноко повертає її до старих звичок, коли вона намагається впоратися з новим божевіллям свого повсякденного життя. 
Ноко Шіканоко (яп. 鹿乃子 のこ)
Сейю — Меґумі Хан
Загадковий і психотичний гібрид оленя та дівчини, який одного разу з'явився перед Торако. Вона, здається, може читати думки людей за запахом (це видно, коли її роги спалахують червоним кольором), і стверджує, що може «відчути» минуле Торако. Після того як Торако врятувала її з-під ліній електропередач, Ноко відмовилася покидати її. Подібно до оленя, Ноко обожнює оленячі сембеї та має роги, що ростуть із голови. Однак її роги знімні, надзвичайно міцні та багатофункціональні — вони можуть використовуватися як вибухівка, контейнер для зберігання їжі, щупальцеподібні придатки або навіть як важіль для відкривання верхівки голови. Вона заснувала в школі «Клуб оленів», де члени клубу повинні піклуватися про таких оленів, як Ноко. Вона також є вправним бійцем і здатна вилікувати будь-яку травму свого тіла, незалежно від її смертельності, може спілкуватися зі звичайними оленями, а також, схоже, має силу впливати на людей — її однокласники й учителі абсолютно не переймаються її зовнішністю чи ексцентричною поведінкою, а навпаки, всіляко її підтримують. Але вона має слабкість — страх перед пластиковими пляшками з водою.
Анко Коші (яп. 虎視 餡子)
Сейю —  Руї Танабе
Молодша сестра Торако, вона має психотичний характер і одержима (яндере) своєю старшою сестрою. Торако часто налякана поведінкою Анко, але змушує себе робити вигляд, що це на неї не впливає.
Меме Башаме (яп. 馬車芽 めめ)
Сейю —  Фука Ідзумі
Вона захоплюється Ноко після того, як та пригостила її оленячими печивами перед церемонією відкриття школи, через що прагне стати «справжнім оленем», маючи бажання приєднатись до «Клубу оленів». Башаме одержима рисом: її завжди можна побачити за поїданням рису або висадкою рисових полів. Вона використовує ілеїзм, називаючи себе «Башаме», її описують як «одного з найбільш неквапливих і вільних персонажів».
Неко Некоямада (яп. 猫山田 根子)
Сейю —  Юріка Кубо
Заступниця голови шкільної ради учнів. Вона вважає Торако своєю заклятою суперницею та намагається ліквідувати «Клуб оленів» і усунути Торако з ради учнів. Вона дуже низького зросту й часто носить із собою драбинку.
Кіну Танукікодзі (яп. 狸小路 絹)
Сейю —  Ріо Тсучія
Секретарка шкільної ради учнів, яка схильна надмірно замислюватися й перебільшувати проблеми, що її стосуються.
Чіхару Цубамея (яп. 燕谷 千春)
Сейю — Чінацу Акасаки
Скарбник шкільної ради учнів, яка виглядає тихою та відстороненою, але насправді є великою фанаткою Ноко.
Оповідач
Сейю — Косуке Торіумі
Особа, яка розповідає історію в аніме-серіалі,  пояснюючи події або надаючи додаткову інформацію про персонажів та ситуації. Оповідач звертається безпосередньо до глядача, порушуючи межі між вигаданим світом та реальністю, роблячи історію більш інтерактивною.
Цунода (яп. 角田)
Сейю — Сінья Такахаші
Олень із зоопарку Хіно, який іноді з'являється в кімнаті «Клубу оленів».
Цуччі (яп. つっちー)
Сейю — Сінья Такахаші
Створіння, яке нагадує м'яч, обгорнутий гнучкими рогами, є домашнім улюбленцем Неко та «Клубу оленів». Це ім'я йому дала Чіхару.
Йосіхару Цубамея (яп. 燕谷 善治)
Сейю —  Такуя Егучі
Старший брат Чіхару та власник і єдиний бариста в кафе Swallow. Він робить усе можливе, щоб задовольнити своїх клієнтів.
Укай (яп. 鵜飼)
Сейю — Кікуко Іноуе
Вчителька класу Торако та Ноко, а також консультантка «Клубу оленів». Вона підтримує витівки Ноко, що викликає розчарування та дратівливість у Торако.
Міццу Інукаї (яп. 犬養ミツ)
Сейю — Кікуко Іноуе
Стара священиця, яка ховає демоничну сторону.
Соїчіро Куматорі (яп. 熊取 宗一郎)
Сейю — Джіро Сайто
Мисливець, який приходить до школи, щоб полювати на Ноко.
Кюн-чан (яп. キュンちゃん)
Маскот туризму Хоккайдо з Deer Hole. Він приїжджає до школи Хіно-Мінамі, щоб кинути виклик Ноко.
Чікамару-кун (яп. ちかまる君) та Хана-чан (яп. はなちゃん)
Маскоти Deer Hole з Одзіки, префектура Нагасакі. Вони приїжджають до школи Хіно-Мінамі, щоб кинути виклик Ноко й Неко разом з Чіхару та Кіну.
Сенто-кун (яп. せんとくん)
Найсильніший маскот Deer Hole. Він з міста Нара. Це останній маскот, який кидає виклик Ноко.
Джон Міура (яп. 三浦ジョン)
Сейю — Кентаро Тоне
Аналітик, який працює для Deer Hole і є ведучим поєдинку між Ноко та Сенто-кун.

### Склад клубів та организацій
| «Клуб оленів» (англ. Deer Club, яп. シカ部)                |                                    |
| Ноко Шіканоко                                              | Засновниця шкільного клубу оленів  |
| Торако Коші                                                | Президентка шкільного клубу оленів |
| Анко Коші                                                  | Учасниця клубу                     |
| Меме Башаме                                                | Учасниця клубу                     |
| Шкільна учнівська рада (англ. Student Council, яп. 生徒会) |                                    |
| Торако Коші                                                | Президентка шкільної ради          |
| Неко Некоямада                                             | Заступниця голови шкільної ради    |
| Кіну Танукікодзі                                           | Секретарка шкільної ради учнів     |
| Чіхару Цубамея                                             | Скарбник шкільної ради учнів       |
| «Оленьова нора» (англ. Deer Hole, яп. シカの穴)            |                                    |
| Кюн-чан                                                    | Маскот                             |
| Чікамару-кун                                               | Маскот                             |
| Хана-чан                                                   | Маскот                             |
| Сенто-кун                                                  | Маскот                             |
| Джон Міура                                                 | Аналітик, ведучий                  |
| Ноко Шіканоко                                              | Колишня учасниця                   |
| Кафе Swallow (англ. Swallow Cafe, яп. 喫きっ茶さツバメ)    |                                    |
| Чіхару Цубамея                                             | Власник кафе, бариста              |

## Медіа

### Манґа
Написана та проілюстрована Ошіошіо, My Deer Friend Nokotan почала виходити в журналі Shōnen Magazine Edge видавництва Kodansha 15 листопада 2019 року. Після публікації четвертого тому для Shōnen Magazine Edge 17 жовтня 2023 року, 20 грудня того ж року серію було перенесено на сайт Magazine Pocket. 

#### Список томів
Станом на березень 2025 року розділи серії були зібрані у сім томів танкобонів.

### Аніме-серіал

Логотип аніме-серіалу My Deer Friend Nokotan

У березні 2024 року було анонсовано аніме-адаптацію у вигляді серіалу. Серіал виробляла студія Wit Studio, режисером був Масахіко Ота, сценарій писав Такаші Аошіма, дизайн персонажів розробив Аюму Цуджімура. Прем'єра відбулася 7 липня 2024 року на Tokyo MX і BS NTV. Опенінгом (текст пісні — Яґінума Кана, музика та аранжування — Вага Хірокі) стала пісня Shikairo Days (яп. シカ色デイズ, укр. «Оленячі дні») у виконанні Меґумі Хан, Сакі Фудзіти, Руї Танабе та Фуки Ідзумі, які виконували роль персонажів Оленячого клубу, а ендінгом (текст пісні — Сафарі Нацукава  та Харукава Хітоші, музика та аранжування — Харукава Хітоші) стала Shika-senbei no Uta (яп. シカせんべいのうた, укр. «Пісня про оленячу їжу») (1-11 епізод) у виконанні Хан та Фудзіти, які грають відповідних персонажів та Yasei no Shika (яп. 野生のシカ, укр. «Дикий Олень») (12 епізод) у виконанні Фудзіти. Оскільки ендінгове відео було знято на справжній фабриці з виробництва оленячих крекерів у префектурі Нара, офіційний акаунт міста Нара заявив:
| Ліві лапки | Якщо після перегляду цього аніме ви хочете зустріти оленів, обов’язково приїжджайте до Нари! | Праві лапки |

Remow ліцензувала серіал і оголосила про трансляцію по всьому світу на Amazon Prime Video, Anime Onegai, ADN та Crunchyroll.

#### Список серій аніме
| Список серій | Список серій                                                                  | Список серій    |
| №            | Назва серії                                                                   | Дата виходу     |
| ------------ | ----------------------------------------------------------------------------- | --------------- |
| 01           | Дівчина зустрічає оленя «ガール・ミーツ・シカ»                                | 7 липня 2024    |
| 02           | Олень зустрічає дівчину темряви «シカ・ミーツ・暗ガール»                      | 14 липня 2024   |
| 03           | Башаме приєднується «ばしゃめ入学»                                            | 21 липня 2024   |
| 04           | Клуб оленів в облозі «狙われたシカ部»                                         | 28 липня 2024   |
| 05           | Викопай бруд!! «アイツの弱みをにぎれ!!»                                       | 4 серпня 2024   |
| 06           | Літній фестиваль оленів «夏のシカ祭り»                                        | 11 серпня 2024  |
| 07           | DeerColle, стрімінг, гостинність та інше «シカコレとか配信とかおもてなしとか» | 18 серпня 2024  |
| 08           | Олень за оленем «ゆくシカ、くるシカ»                                          | 25 серпня 2024  |
| 09           | Завершіть спортивний фестиваль! «体育祭をやり遂げろ!»                         | 1 вересня 2024  |
| 10           | Звалити все на весну «全部、春のせい…»                                        | 8 вересня 2024  |
| 11           | Переслідувач і переслідуваний «追う者と追われる者»                            | 15 вересня 2024 |
| 12           | Прощавай, Нокотан!? Хай живе Клуб оленів! «さらばのこたん!? シカ部よ永遠に»   | 22 вересня 2024 |

### Музика
Режисером звуку став Ясунорі Ебіна, а звукові ефекти створив Наото Яматані. За музичну складову відповідав композитор Ясухіро Місава, продюсування музики здійснила компанія Fujipacific Music та Bandai Namco Music Live Inc.  за участі музичних продюсерів Терукі Йошіе, Рютаро Усукури  та Маю Кавашіми.
Tvanime’ My Deer Friend Nokotan’ (Original Soundtrack) – в основному містить інструментальні композиції, які використовуються для створення атмосфери в аніме-серіалі – комедійні, драматичні, затишні та динамічні мелодії, що підкреслюють настрій сцен.
| Список композицій | Список композицій                                                                  | Список композицій |
| #                 | Назва                                                                              | Тривалість        |
| ----------------- | ---------------------------------------------------------------------------------- | ----------------- |
| 1.                | «This Is a Maiden Garden (Co-ed)»                                                  | 1:16              |
| 2.                | «Shika! Shikashikashika! Shika!!!»                                                 | 0:07              |
| 3.                | «Shi---Ka---♪»                                                                     | 0:09              |
| 4.                | «Rumors of a Perfect Girl»                                                         | 1:41              |
| 5.                | «Being an Ex-Bad Girl»                                                             | 0:12              |
| 6.                | «Until Today, Until This Day…»                                                     | 1:50              |
| 7.                | «Girl Meets Shi-Ka»                                                                | 1:16              |
| 8.                | «Noon…»                                                                            | 2:00              |
| 9.                | «I'm Shikanokonoko!»                                                               | 1:44              |
| 10.               | «Shika♪Shika♪»                                                                     | 0:06              |
| 11.               | «Dark Girl»                                                                        | 2:00              |
| 12.               | «The 1st Hino Minami High School Tikitiki Koshi Torako Champion's Decisive Match!» | 1:31              |
| 13.               | «No Way... Koshitan»                                                               | 0:11              |
| 14.               | «Hmm? Huh?»                                                                        | 1:38              |
| 15.               | «Let's Give Them a Special Tsuno»                                                  | 2:26              |
| 16.               | «What a Girl with Tsuno»                                                           | 2:06              |
| 17.               | «Aaaahhhhhhh!»                                                                     | 1:25              |
| 18.               | «Shika~♪Shika~♪Shika~♪ (Light)»                                                    | 0:18              |
| 19.               | «Because I'm with Koshitan!»                                                       | 1:40              |
| 20.               | «What Is the Shika Club!?»                                                         | 0:34              |
| 21.               | «Best Regards!»                                                                    | 1:35              |
| 22.               | «Shika! Shikashikashika! Shika???»                                                 | 0:07              |
| 23.               | «This Is a Battlefield!!»                                                          | 0:27              |
| 24.               | «Come On!!»                                                                        | 0:38              |
| 25.               | «It's a Trap!!»                                                                    | 2:54              |
| 26.               | «Sis»                                                                              | 1:36              |
| 27.               | «Why Is That So???»                                                                | 1:43              |
| 28.               | «Lord, Shika to Thee»                                                              | 1:12              |
| 29.               | «Aren't We Going to Be Good Friends?»                                              | 2:25              |
| 30.               | «If This Happens, Use Force!»                                                      | 2:18              |
| 31.               | «What the Hell!»                                                                   | 2:01              |
| 32.               | «Let's Be a Family, in Hino.»                                                      | 1:09              |
| 33.               | «The Old Saying Was True... (Cervus)»                                              | 1:35              |
| 34.               | «Shika~♪Shika~♪Shika~♪ (Shadow)»                                                   | 0:19              |
| 35.               | «Tsuchinokonokonokonokotantan»                                                     | 1:41              |
| 36.               | «Shikakore»                                                                        | 1:50              |
| 37.               | «Is It an Illusion That Shikanoko Showed…...!?»                                    | 0:33              |
| 38.               | «Cafe Swallow»                                                                     | 2:11              |
| 39.               | «Why Shika in Hino!?»                                                              | 1:06              |
| 40.               | «Shikagami Shrine»                                                                 | 1:46              |
| 41.               | «Hannya-Honnyara Funnya-Shikashika»                                                | 2:10              |
| 42.               | «Soiya»                                                                            | 0:36              |
| 43.               | «Nokotan♪Come On♪»                                                                 | 0:18              |
| 44.               | «What's with This Vibe?!»                                                          | 1:08              |
| 45.               | «The Flowers… They're Alive…!»                                                     | 1:15              |
| 46.               | «The Legendary Matagi»                                                             | 2:27              |
| 47.               | «Tosokaishi»                                                                       | 2:28              |
| 48.               | «It's A... Shika Hole!»                                                            | 1:44              |
| 49.               | «I Never Thought I Would See You in Hino City.»                                    | 1:03              |
| 50.               | «Showdown at the Summit»                                                           | 0:43              |
| 51.               | «Wild Shika»                                                                       | 1:18              |
| 1:08:26           |                                                                                    |                   |

TV Anime "Shikanoko Nokonoko Koshitantan" Theme Song CD –  цей CD, містить опенінг та ендінг аніме-серіалу, а також їхні інструментальні версії.
| Список композицій | Список композицій            | Список композицій |
| #                 | Назва                        | Тривалість        |
| ----------------- | ---------------------------- | ----------------- |
| 1.                | «Shikairo Days»              | 3:21              |
| 2.                | «Shika-senbei no Uta»        | 3:11              |
| 3.                | «Shikairo Days (Inst)»       | 3:21              |
| 4.                | «Shika-senbei no Uta (Inst)» | 3:11              |
| 13:04             |                              |                   |

### Артбуки

Обкладинка артбука Animation Works

У листопаді 2024 року видавництво Kodansha випустила артбук Official Anime Book of Shika no Kono Kono Koko Shitantan - Kaku Kaku Shika Shika Club (яп. しかのこのこのここしたんたん公式アニメブック 角々鹿々シカ部). 112-ти сторінковий артбук містить всебічне ознайомлення з персонажами середньої школи Хіно-Мінамі та людьми міста Хіно, альбому активностей Клубу оленів, підсумки та ключові моменти кожного епізоду, розділ з дизайнерськими матеріалами, що включає сетинг, оригінальні ескізи та сценарії, інтерв'ю з акторським складом і творчою групою, зокрема з Меґумі Хан та Сакі Фудзіти, розділ огляду оригінальної роботи, питань і відповідей з авторкою манґи. Також вміщує вступний іспит Клубу оленів, Словник мови оленів Нокотан, Топ-10 страв для оленів та інші матеріали.
У грудні 2024 року Wit Studio оголосила про попередні замовлення другого артбука. У лютому 2025 року видавництво Movic випустило артбук My Deer Friend Nokotan - Animation Works (яп. しかのこのこのここしたんたん あにめーしょんわーくす). Цей 192-сторінковий повнокольоровий артбук містить дизайни персонажів, костюмні концепти, ескізи реквізиту, фонові ілюстрації та понад 340 відібраних кадрів анімації, надаючи детальний огляд процесу створення аніме-серіалу.

### Інше
За франшизою My Deer Friend Nokotan випущено широкий асортимент мерчендайзу – від брелоків до масштабних 1/6 ляльок.

## Сприйняття

### Манґа
Rory Muses зазначила, що, манґа вирізняється комічним складником, цікавими персонажами та розвитком їхніх взаємин, проте її сюжетна абсурдність може сприйматися неоднозначно.

### Аніме
VG247 ще до офіційного виходу охарактеризувала аніме-серіал як сюрреалістичний і абсурдний, порівнявши його з Pop Team Epic та Nichijou, але з більш вираженою експресивністю та відсутністю стриманості в подачі абсурдного гумору.
UK Anime Network відзначив, що аніме-серіал став несподіванкою та здійснив історичний прорив у Мексиці, де його транслював національний телеканал  Canal 22. Це перший безкоштовний телеканал за межами Японії, який демонстрував серіал. Рішення каналу транслювати серіал безкоштовно для широкої аудиторії викликало багато схвальних відгуків серед мексиканських глядачів.
IGN France оцінив аніме-серіал на 5/10, відзначивши його опенінг як захопливий і такий, що легко запам’ятовується. Позитивно були оцінені персонажі, озвучка, дизайн та режисура. Водночас було розкритиковано гумор, «що побудований на абсолютно випадкових ситуаціях не підходить для всіх, і серіал має проблему з його ритмом [жарти часто занадто розтягнуті або надмірно акцентовані] а також недоліки в їхній реалізації», сценарій та хронологію повіствування:
| Ліві лапки | Крім того, зміни в хронології серіалу привели до того, що деяких персонажів, як-от Башаме, вводять значно раніше, ніж у манзі. Хоча це дозволило їм більше брати участь у подіях, їхній внесок часто виглядає поверхневим. Особливо це розчаровує щодо Башаме, яка часто з’являється, але майже не розкривається як персонаж | Праві лапки |

На думку Леонарда Фужера [IGN France] найкраще, що створило My Deer Friend Nokotan — це меми в інтернеті, які вона породила. Ще до прем'єри його опенінг став вірусним, а численні абсурдні сцени, особливо вирвані з контексту, запам’яталися глядачам. Особливу увагу привернула танцювальна сцена Кошітан, що пародіює танець Пітера Паркера із фільма Людина-паук 3. На думку Фужера, така культурна спадщина, ймовірно, дозволить серіалу залишитися в пам’яті й вплинути на поп-культуру, навіть опосередковано.
Акіхіро Томіта з RealSound відзначає опенінг Shikairo Days за її мелодію та ритм, підкреслюючи, що ця композиція є характерною лише для японської аніме-культури.
Anime News Network у рецензії на перші два епізоди зазначив основну проблему серіалу — нерівномірність гумору, якого, на думку Крістофера Фарріса, недостатньо, щоб компенсувати слабкі моменти. У рецензії на 5-й епізод Фарріс позитивно оцінив якість жартів, відзначивши, що краще мати багато маленьких жартів, які заповнюють сцену, ніж затягувати один жарт надмірно довго. Він також підкреслив, що епізод виграє завдяки своїй послідовності. В 6 епізоді Фарріс похвалив темп першої половини, зазначивши, що швидкий темп комедії не дає глядачам часу на сповільнення під час пауз. Однак він розкритикував другу частину епізоду за повернення до млявого підходу. Говорячи про музику в 7-му епізоді Фарріс похвалив фонову музику, особливо хоральні вставки. Водночас він зазначив що фінальна сцена з кафе виглядала мляво через нестачу музичного супроводу. Фарріс зазначив що, 8-й епізод був чудовим завдяки вдало виконаним жартам, абсурдним ситуаціям і якістю гумору. Він похвалив My Deer Friend Nokotan за нестандартний підхід до гумору та сюжету, який поєднує безмежну божевільність і смішні каламбури. Фарріс відзначив, що 9-й епізод дозволив багатьом другорядним персонажам повернутися й зробити свій внесок. Він додав, що хоча серіал не пропонує глибоких сюжетних змін, він залишається розважальним завдяки своїй легкій атмосфері та смішним моментам. В останньому епізоді Фарріс висловлив думку, що фінал аніме My Deer Friend Nokotan не відповідає очікуванням щодо розвитку сюжету, обираючи іронічний, мета-наративний підхід, що висміює очікування глядачів. Де наратив не має глибокої послідовності або серйозних сюжетних досягнень, що змушує його виглядати як несерйозна історія без значного завершення.

### Нагороди
Аніме-серіал також отримав низку нагород. Зокрема, від TikTok — одну нагороду та одну номінацію. Нагороду здобув у категорії Hot Word, а номінацію — у категорії «Аніме року». Anime Buzzword Awards перемога в номінації Silver Price. Abema Anime Trend Awards перемога в номінації за «найкращий маркетинг». За опенінг до аніме Reuwa Anisong Awards висунула 3 номінації: «Найкраща пісня», «нагорода Анікара»; серед них 1 перемога: «Найкращий проект». Shikairo Days за версією Anime Corner посіла 3-тє місце в номінації «За найкращий опенінг».